# Bellerose Terrace
Bellerose Terrace ist ein Weiler und Census-designated place (CDP) im Nassau County, New York in den USA. Zum Zeitpunkt des United States Census 2020 hatte der CDP 2329 Einwohner.
Bellerose Terrace liegt in der Town of Hempstead an der Grenze zum Queens County und liegt benachbart zum Stadtviertel Bellerose in New York City und zum Village of Bellerose im Nassau County.

## Geographie

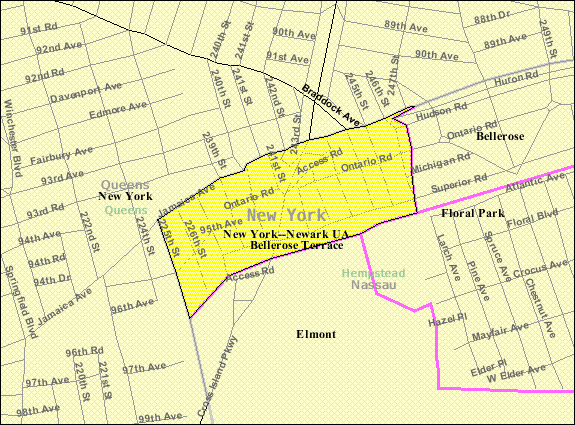
U.S. Census Map

Bellerose Terraces geographische Koordinaten lauten 40° 43′ N, 73° 43′ W (40,721345, −73,724014). Die Grenze zu Queens im Norden verläuft an der Jamaica Avenue und im Westen an der 225th Street. Im Süden endet das Siedlungsgebiet an der Long Island Rail Road. Im Osten verläuft die Grenze zu Bellerose zwischen 246th Street und Colonial Road. Der Cross Island Parkway führt ungefähr in Nord-Süd-Richtung durch Bellerose Terrace.
Nach den Angaben des United States Census Bureaus hat der CDP eine Gesamtfläche von 0,3 2, und es gibt keine nennenswerten Gewässerflächen.

## Bildung

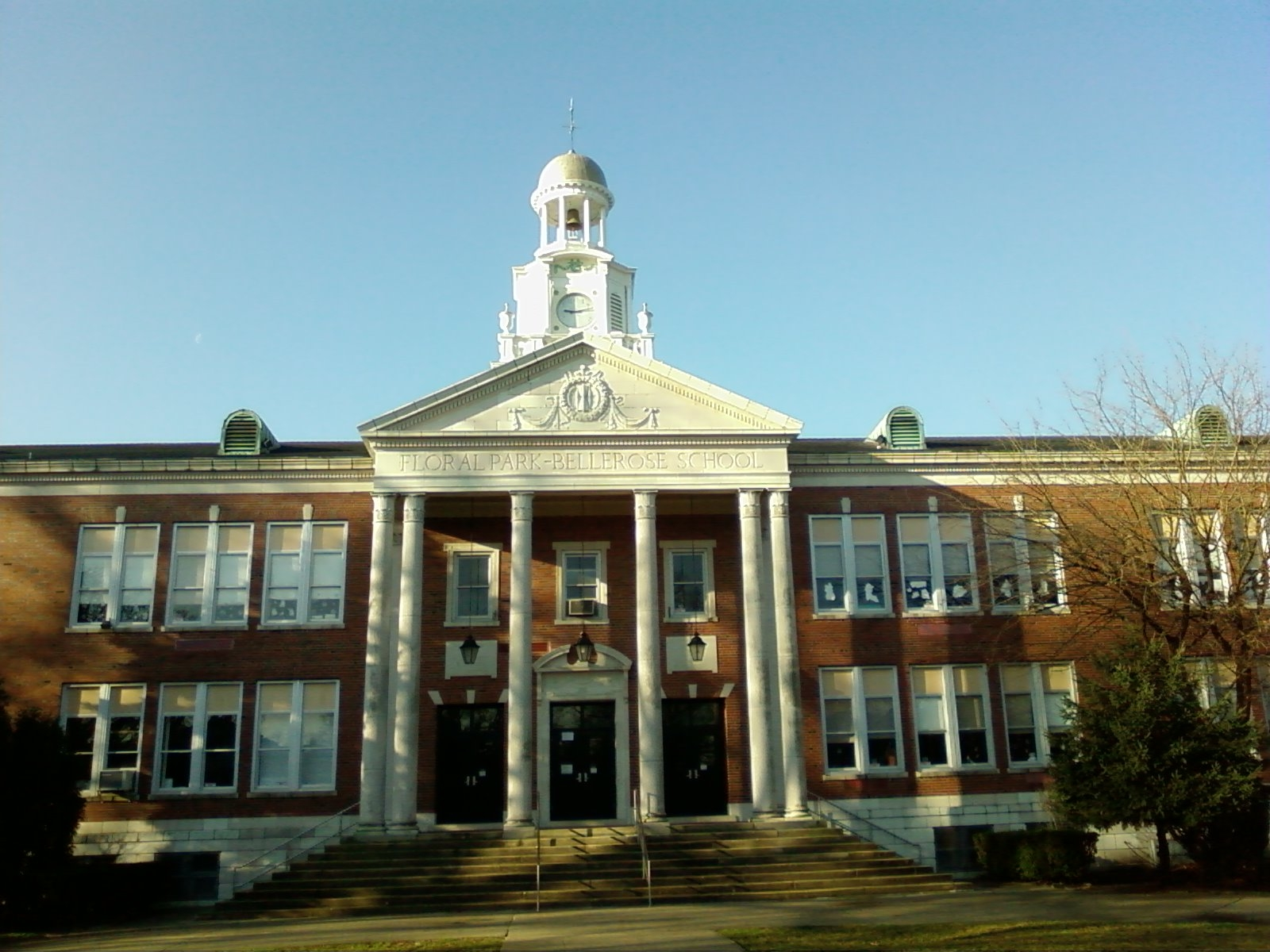
Floral Park-Bellerose School.

Bellerose Terrace liegt im 22. Schulbezirk des Nassau County, dem Floral Park-Bellerose School District.

## Demographie
Zum Zeitpunkt des United States Census 2000 bewohnten Bellerose Terrace 2198 Personen. Die Bevölkerungsdichte betrug 8328,2 Personen pro km². Es gab 587 Wohneinheiten, durchschnittlich 2505,8 pro km². Die Bevölkerung Bellerose Terraces bestand zu 49,5 % aus Weißen, 8,4 % Schwarzen oder African American, 0,1 % Native American, 28,1 % Asian, 0 % Pacific Islander, 10,4 % gaben an, anderen Rassen anzugehören und 3,5 % nannten zwei oder mehr Rassen. 25,8 % der Bevölkerung erklärten, Hispanos oder Latinos jeglicher Rasse zu sein.
Die Bewohner Bellerose Terraces verteilten sich auf 633 Haushalte, von denen in 41,9 % Kinder unter 18 Jahren lebten. 66,8 % der Haushalte stellten Verheiratete, 13,3 % hatten einen weiblichen Haushaltsvorstand ohne Ehemann und 14,1 % bildeten keine Familien. 11,2 % der Haushalte bestanden aus Einzelpersonen und in 4,3 % aller Haushalte lebte jemand im Alter von 65 Jahren oder mehr alleine. Die durchschnittliche Haushaltsgröße betrug 3,47 und die durchschnittliche Familiengröße 3,76 Personen.
Die Bevölkerung verteilte sich auf 24,1 % Minderjährige, 9,6 % 18–24-Jährige, 29,7 % 25–44-Jährige, 27,5 % 45–64-Jährige und 9,1 % im Alter von 65 Jahren oder mehr. Der Median des Alters betrug 37,9 Jahre. Auf jeweils 100 Frauen entfielen 98,2 Männer. Bei den über 18-Jährigen entfielen auf 100 Frauen 89,5 Männer.
Das mittlere Haushaltseinkommen in Bellerose Terrace betrug 92.750 US-Dollar und das mittlere Familieneinkommen erreichte die Höhe von 96.094 US-Dollar. Das Durchschnittseinkommen der Männer betrug 52.617 US-Dollar, gegenüber 53.478 US-Dollar bei den Frauen. Das Pro-Kopf-Einkommen belief sich auf 31.802 US-Dollar. 3,8 % der Bevölkerung und 3,8 % der Familien hatten ein Einkommen unterhalb der Armutsgrenze, davon waren 0 % der Minderjährigen und 10,8 % der Altersgruppe 65 Jahre und mehr betroffen.